# Порчкролер (коктейль)
Порчкролер або порчклайм (англ. porchcrawler, porchclimb, дослівно: «той, що повзе по ґанку») — змішаний напій на основі переважно пива, горілки, джину та підсолоджувача (наприклад, лимонадного концентрату). Часом додають ще й ром чи віскі. Кінцевий продукт зазвичай є дуже міцним газованим пуншем з фруктовим смаком, рожевуватого чи жовтуватого забарвлення. Здебільшого напій подають у великій посудині з льодом; найбільш популярним він є серед студентів Північної Америки.

## Варіації
Одну з варіацій напою під назвою Облиш, йди голяка (англ. Skip and go naked) роблять зі спрайту та джину замість горілки. Коли його роблять з рожевим лимонадом, то називають Впускач рожевих трусів (англ. Pink panty dropper).
Ще одною варіацією є джангл джус (англ. jungle juice, сік джунглів).
В разі, якщо коктейль готують з блакитною горілкою марки UV Blue та рожевим лимонадом, він набуває коричневого забарвлення з легким пурпуровим відтінком; такий варіант має назву Вода з посуду (англ. Dishwater).
Коли напій готують у великій пластиковій посудині типу ванни, то він має назву Садиба 21 (англ. 21 Homestead).
У ще одній варіації, Лі Боєр (англ. Lee Bowyer), названій на честь колишнього англійського професійного футболіста, пиво замінюють на блакитний слабоалкогольний напій. Цей різновид коктейлю набув популярності серед студентів Ексетерського університету. Варіант Турбо-шенді поєднує пиво (зазвичай лагер) з лимонним продуктом (наприклад, Smirnoff Ice).